# Yerne
L'Yerne est une petite rivière de Belgique, affluent du Geer faisant partie du bassin versant de la Meuse. Il coule entièrement en province de Liège.

## Géographie
Il prend sa source dans le petit bois de Hepsée situé au nord du village d'Yernawe, traverse ensuite les villages de Verlaine, Haneffe, Donceel, Limont, Remicourt, Lamine et Hodeige et se jette dans le Geer à Lens-sur-Geer.
Il traverse la Hesbaye liégeoise du sud vers le nord sur, une longueur de onze kilomètres.
L'Yerne est souterraine à trois endroits sur le territoire de la commune de Remicourt: dans les villages de Remicourt, Lamine et Hodeige.
Sur son parcours, on trouve une station d'épuration sur le territoire de la commune d'Oreye, à la frontière avec Hodeige (rue de Hodeige) et l'ancien décanteur de la sucrerie d'Oreye dans le village de Lens-sur-Geer. 